# Barbora Koseková
Barbora Koseková (22 de noviembre de 1994 en Bratislava) es una jugadora profesional de voleibol eslovaco, juega de posición armador.

## Palmarés

### Clubes
Copa de Eslovaquia:
- 2012, 2014, 2015, 2016

Campeonato de Eslovaquia:
- 2012, 2014, 2015, 2016
- 2013
- 2019

MEVZA:
- 2018
- 2014

Campeonato de Checo:
- 2017

Copa de Húngaro:
- 2018

Campeonato de Húngaro:
- 2018
- 2021

### Selección nacional
Liga Europea:
- 2016
- 2017